# Књижевна награда „Ђура Ђуканов”
Књижевна награда „Ђура Ђуканов” је награда установљена 2005. године у сећање на знаменитог и рано преминулог банатског писца Ђуре Ђуканова (1956-2000). Награду је установила Народна библиотека „Јован Поповић“ из Кикинде.

## О награди
Књижевна награда „Ђура Ђуканов” се додељује за најбољу необјављену збирку прича аутора млађих од 35 година, под условом да рукопис претходно није био објављиван у целости или у деловима, писану на српском језику. Награда подразумева штампање награђене збирке прича, у џепном формату и тврдом повезу и у тиражу од 350 примерака.
Књижевна награда је мисија да се сачува сећање на живот и књижевни рад Ђуре Ђуканова, једног од најзначајнијих банатских прозних писаца XX века. Конкурс је и подршка и жанру кратке приче и младим писцима.
Досадашњи добитници награде „Ђура Ђуканов“ су: Бранко Ћурчић из Сомбора, Марица Пушкаш из Новог Сада, Биљана Ћућко из Батајнице, Драгана Дукић из Кикинде, Ивица Миларић из Новог Сада, Душан Вејновић из Новог Сада, Драгослава Барзут из Врбаса, Бојан Кривокапић из Новог Сада, Дејана Савић из Крагујевца, Далибор Пејић из Београда, Јелена Маринков из Кикинде, Аљоша Љубојевић из Бијељине и Милана Грбић из Кикинде, Ана Милош из Београда, Павле Алексић из Београда, Ивана Миљак Каранфилов из Београда, Оливера Митић из Смедерева и Тијана Катић из Крагујевца.

## Добитници
- 2005 - Бранко Ћурчић за књигу Стеван Сремац – Бал у Елемиру.[4]
- 2006 - Марица Пушкаш за књигу У ноћ.
- 2007 - Биљана Ћућко за књигу Маргинална ствар.
- 2008 - Драгана Дукић за књигу Чаша страха и тањир пожуде.
- 2009 - Ивица Миларић за књигу Новосадска задовољства.
- 2010 - Душан Вејновић за књигу Тврдоглаве белине.
- 2011 - Драгослава Барзут за књигу Златни метак.
- 2012 - Бојан Кривокапић за књигу Трчи Лилит, запињу демони : омнибус.
- 2013 - Дејана Савић за књигу Блистер.
- 2014 - Далибор Пејић за књигу Ренесанса.
- 2015 - Јелена Маринков за књигу Испуштене приче.[5]
- 2016 - Аљоша Љубојевић за Знаш ли да је Михаил Каменски запалио Галац.[6]
- 2017 - Милана Грбић за књигу Око нас море.[7]
- 2018 - награда није додељена[1]
- 2019 - Ана Милош за књигу Крај распуста.[8]
- 2020 - Павле Алексић за књигу Тамо је море.[9]
- 2021 - Ивана Миљак Каранфилов за књигу Данас када сам дошла кући.[1]
- 2022 - Оливера Митић за књигу Самодисциплина.[10]
- 2023 - Тијана Катић за књигу Ход по ивици круга.[2]
- 2024 - Тијана Миленковић за књигу Брм брм[11]